# Protexara sinica
Protexara sinica är en tvåvingeart som beskrevs av Yang 1999. Protexara sinica ingår i släktet Protexara och familjen barkflugor. Inga underarter finns listade i Catalogue of Life.